# Letkivka, Trosteaneț
Letkivka (în ucraineană Летківка) este o comună în raionul Trosteaneț, regiunea Vinnița, Ucraina, formată numai din satul de reședință.

## Demografie
Componența lingvistică a satului Letkivka
     Ucraineană (98,45%)
     Rusă (1,37%)
     Alte limbi (0,16%)
Conform recensământului din 2001, majoritatea populației satului Letkivka era vorbitoare de ucraineană (98,45%), existând în minoritate și vorbitori de rusă (1,37%).